# Pithecia napensis
Pithecia napensis är en primat i släktet plymsvansapor som förekommer i nordvästra Sydamerika. Artepitet i det vetenskapliga namnet syftar på Napofloden.

## Taxonomi
Taxonet beskrevs 1938 av Einar Lönnberg och listades i början som underart till Pithecia monachus. Skallen och pälsen som representerar det vetenskapliga namnet (holotyp) förvaras i Naturhistoriska riksmuseet i Stockholm. Från 1980-talet till 2010-talet klassificerades napensis som synonym till Pithecia monachus. En taxonomisk revision av släktet plymsvansapor från 2014 godkänner Pithecia napensis som art.

## Utseende
En uppmätt hona hade en kroppslängd (huvud och bål) av 84 cm, en svanslängd av 48 cm, 13 cm långa bakfötter och nästan 4 cm stora öron. För en hanne registrerades en kroppslängd av 87 cm, en svanslängd av 44 cm, 12 cm långa bakfötter och likaså 4 cm stora öron. Hos hannar bildas pälsen på ovansidan av svarta hår med några vita hårspetsar som ger pälsen ett svartgrått utseende. Kännetecknande för äldre hannar är de korta vita håren som bildar ett tät täcke på hjässan. Dessutom finns vita ögonbryn som kan vara sammanlänkade med denna krona. Under hakan förekommer stora körtlar som är täckta med orange päls, ofta fram till bröstet. På armarna är pälsen inte lika tät som på ryggen och buken är endast täckt av några gråa hår.
Honornas päls består likaså av svarta hår med ljusa spetsar och den är allmänt ljusare grå. Huden i ansiktet är däremot mörkare hos honor och det saknas ett vitt område på hjässan. Fläcken ovanför bröstet är inte lika tydlig som hos hannar och mer brun med ljusbruna hårspetsar. Händer och fötter är hos båda kön vitaktiga.

## Utbredning
Pithecia napensis lever vid Andernas östra sluttningar i Ecuador och norra Peru. Fynd har gjorts i regioner som ligger 800 till 1500 meter över havet.

## Hot
I viss mån påverkas beståndet av jakt och landskapsförändringar. Några exemplar fångas och hölls som sällskapsdjur. IUCN listar arten som livskraftig (LC).